# Alfred Sidler (Maler)
Alfred Sidler (* 5. Februar 1905 in Luzern; † 22. Januar 1993 ebenda) war ein Schweizer Maler und Kunstpädagoge. Sein Werk umfasst Malerei, Aquarelle, Wandmalerei, Zeichnungen, Mosaike und Keramik.

## Leben und Werk
Alfred Sidler absolvierte 1921 eine Lehre als Maschinenzeichner und besuchte daneben die Abendkurse an der Kunstgewerbeschule Luzern. Von 1931 bis 1932 arbeitete er auf seinem Beruf in Genf und besuchte daneben die Abendkurse an der Ecole des Beaux-Arts. In der Folge entschloss sich Sidler für eine Künstlerlaufbahn und lebte bis 1935 in Lugano. Weitere acht Monate verbrachte er in Griechenland und hatte in Athen in der Galerie Geo seine erste Einzelausstellung. 
1937 und 1938 erhielt Sidler ein eidgenössisches Kunststipendium und besuchte für zwei Jahre die Académie de la Grande Chaumière in Paris. Bei Ausbruch des Zweiten Weltkrieges kehrte er in die Schweiz zurück und liess sich in Oberägeri nieder. 1939 erhielt er seinen ersten öffentlichen Auftrag für ein Wandgemälde in der Bus-Wartehalle Eichhof in Luzern. Weitere öffentliche Aufträge folgten.
1941 zog er nach Hochfluh auf dem Hasliberg und erhielt ein weiteres eidgenössisches Kunststipendium. 1946 liess er nach Luzern nieder und unterrichtete von 1950 bis 1970 als Lehrer für Farbe und Form an der Kunstgewerbeschule. 1963 erhielt Sidler den Kunst- und Kulturpreis der Stadt Luzern.
Ab Mitte der 1960er Jahre widmete sich Sidler der Abstraktion. Als Mitglied der Sektion Luzern der GSMBA stellte er seine Werke in zahlreichen Einzel- und Gruppenausstellungen aus. Seine Werke befinden sich in den Sammlungen des Kunstmuseums Luzern, des Kunstmuseums Thun, des Aargauer Kunsthauses sowie in der öffentlichen Kunstsammlung Basel.
Alfred Sidler war mit der aus Konstanynof bei Łódź stammenden Rywka Szadjdwasser († 1970) verheiratet. Ihr gemeinsamer Sohn war Viktor Sidler.